# Репче (Любляна)
Репче (словен. Repče) — поселення в общині Любляна, Осреднєсловенський регіон, Словенія. Висота над рівнем моря: 453,1 м.